# Principauté de Beloozero
1238–1486
La principauté de Beloozero (en russe : Белозерское княжество), aussi appelée duché de Beloozero[réf. nécessaire], est un des États russes médiévaux. Située dans la région du Nord, elle demeure indépendante du XIIIe au XVe siècle. La principauté se situait au sein de l'actuel oblast de Vologda, aux alentours du lac Beloïe.
Elle se détache de la principauté de Rostov en 1238 et prend pour capitale Beloozero. Le premier prince de Beloozero est Gleb Vasilkovitch, qui règne de 1238 à 1278. Il épouse la fille de Sartaq, elle-même arrière-arrière-petite-fille de Gengis Khan, alliance qui contribue à asseoir la légitimité de la dynastie. Durant son règne, la principauté s'étend jusqu'au lac Koubenskoïe et aux extrémités aval de la Cheksna.
Au début du XIVe siècle, le duché perd de son autonomie. Il est sous la domination de la grande-principauté de Moscou, dont le dirigeant, Ivan Ier de Russie, y nomme déjà des namestniki (lieutenants) qui administrent la principauté de Beloozero en son nom. La grande-principauté consolide son emprise à la fin du XIVe siècle, lorsque Dimitri IV de Russie fait prince de Beloozero son fils Andrei en 1389. À la même période, la Moscovie soutient la fondation de deux monastères, celui de Kirillo-Belozersky en 1397 et celui de Ferapontov en 1389. Ils servent de vitrine à l'influence moscovite.
Au XVe siècle, la principauté de Beloozero est unie à celle de Vereïa. Il est mis fin à son indépendance nominale en 1486, dans la continuité de la politique d'annexion menée par Ivan III de Russie. Une grande partie des héritiers de la lignée princière quitte alors ses terres pour gagner Moscou, où ils sont à l'origine de la lignée princière des Belosselski-Belozerski.

## Sources
- (en) Cet article est partiellement ou en totalité issu de l’article de Wikipédia en anglais intitulé « Vladimir-Suzdal » (voir la liste des auteurs).